# Palaeopemphix
Palaeopemphix is een geslacht van uitgestorven kreeftachtigen uit de klasse van de Malacostraca (hogere kreeftachtigen).

## Soorten
- Palaeopemphix affinis Gemmellaro, 1890 †
- Palaeopemphix meyeri Gemmellaro, 1890 †
- Palaeopemphix sosiensis Gemmellaro, 1890 †